# دان تیلور (هنرپیشه و کارگردان آمریکایی)
دان تیلر (انگلیسی: Don Taylor; ۱۳ دسامبر ۱۹۲۰ – ۲۹ دسامبر ۱۹۹۸) هنرپیشه، کارگردان، فیلم‌نامه‌نویس و تهیه‌کننده اهل ایالات متحده آمریکا بود.
از فیلم‌هایی که وی در آن نقش داشته‌است، می‌توان به نمایش ترومن، پدر عروس، فردا گریه می‌کنم، بازداشتگاه شماره ۱۷، میدان جنگ، پیروزی در پرواز، شهر عریان و تور آبی اشاره کرد.

## مرگ
تیلور در ۲۹ دسامبر ۱۹۹۸ در مرکز پزشکی دانشگاه کالیفرنیا در لس آنجلس، کالیفرنیا بر اثر نارسایی قلبی درگذشت .